# 眠れなくなるほど面白い
眠れなくなるほど面白い（ねむれなくなるほどおもしろい）は、日本文芸社から出版されている書籍のシリーズ。

## 概要
2015年12月に1作目である『眠れなくなるほど面白い 図解 科学の大理論』（大宮信光著）が出版される。
2019年10月の時点でシリーズ累計100万部を突破。
2021年3月の時点でシリーズ累計150万部突破。
2022年11月の時点でシリーズ累計200万部突破。
2023年1月の時点でシリーズ累計で270万部突破。愛新覚羅ゆうはんによる『眠れなくなるほど面白い 図解 ヤバい風水』が出版される。2023年にはこの書籍の内用から抜粋した、マイナビニュースでの連載が行われる。
『眠れなくなるほど面白い 図解 心理学の話』は、無意識のうちに表れる身体の動きが深層心理で、これを知ることで心理状態を推察することが書かれている。
『眠れなくなるほど面白い 図解 図解 脂質の話』では、トーストにマーガリンを塗ることが健康を脅かすということが書かれている。
『眠れなくなるほど面白い 図解 図解 日本史』では、日本列島の山は半自然、半人工のピラミッドであるとされている。
書店では眠れなくなるほど面白いシリーズのフェアが行われることがある。黒い表紙が目印となっている。